# Orden des Löwen von Finnland
Der Orden des Löwen von Finnland (finnisch: Suomen Leijonan ritarikunta, schwedisch: Finlands Lejons orden) war die letzte Gründung in der Gruppe der staatlichen Orden Finnlands.

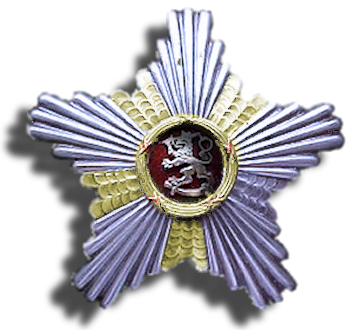
Orden des Löwen von Finnland

## Geschichte
Der Orden wurde am 11. September 1942 vom Staatspräsidenten Risto Ryti auf Veranlassung des Marschalls Mannerheim als Belohnung für Zivilverdienste gestiftet, die Statuten sahen aber vor, dass er auch für Militärverdienste in Kriegszeiten verliehen werden konnte. Der Anlass war das Bedürfnis, allzu viele Verleihungen des Ordens der Weißen Rose zu begrenzen. Der Großmeister ist der amtierende Präsident von Finnland, und der Ordenstag ist Finnlands Unabhängigkeitstag, der 6. Dezember. Der Orden darf sowohl an In- wie auch Ausländer verliehen werden und rangiert an dritter Stelle im finnischen Ordenssystem, nach dem Finnischen Orden der Weißen Rose.

## Klassen
Der Orden besteht aus fünf Klassen.
- Großkreuz
- Komtur mit Stern
- Komtur
- Ritter I. Klasse
- Ritter II. Klasse

## Insignien
Der Löwenorden hat die üblichen fünf Klassen: Großkreuz, Komtur mit Stern, Komtur, Ritter I. Klasse und Ritter II. Klasse.
Das Ordenszeichen ist ein weißemailliertes schmales Tatzenkreuz, das im Avers den goldenen finnischen Löwen vor rotem Hintergrund im Mittenmedaillon trägt. Der Revers ist glatt. Die Kreuze der I. bis IV. Klasse sind vergoldet, das der Ritter der II. Klasse versilbert. Der Orden wird an einem hochroten Band getragen (I. Klasse: Schärpe, II. und III. Klasse: Halsdekoration, IV. und V. Klasse Brustdekorationen).
Der silberne Ordenstern der Großkreuze ist fünfarmig mit dazwischen liegenden kleineren goldenen Strahlen und trägt in der Mitte dasselbe Medaillon wie das Ordenskreuz. Der Stern der Komture 1. Klasse ist etwas kleiner und hat nur silberne Strahlen. Im Falle der Kriegsdekoration mit Schwertern befinden sich goldene Schwerter in den Kreuzwinkeln oder sind dem Mittenmedaillon des Bruststerns unterlegt.
Mit dem Orden verbunden ist das Verdienstkreuz des Löwen von Finnland, das an Zivilisten und Unteroffiziere verliehen wurde. Es hat die allgemeine Form des Löwenordens, ist aber silbern und unemailliert. Von der Größe des Ritterkreuzes, wird es am roten Band des Löwenordens getragen.
Zum Orden gehört auch eine hohe Auszeichnung für Schriftsteller und Künstler, die Medaille Pro Finlandia, die am 10. Dezember 1943 gestiftet und 1945 erstmals vergeben wurde. Die goldene Medaille zeigt im Avers den Löwen von Finnland und im Revers die Devise "Pro Finlandia" und den Namen des Inhabers. Die Medaille ist dem Komturkreuz gleichgestellt und wird am Band des Löwenordens getragen.